# SRH Krankenhaus Oberndorf a.N.
Das SRH Krankenhaus Oberndorf a.N. ist ein Krankenhaus der Grund- und Regelversorgung mit den Fachabteilungen Innere Medizin, Chirurgie/Unfall-, Gefäß- und Viszeralchirurgie sowie Anästhesie. Das Leistungsspektrum wird ergänzt durch Operationen in den Fachgebieten Orthopädie, HNO sowie Augenheilkunde. Für Patienten der Kurzzeitpflege stehen 10 Betten bereit. Es werden jährlich rund 6.000 stationäre und 9.000 ambulante Patienten behandelt. Das Einzugsgebiet des Krankenhauses umfasst ca. 45.000 Einwohner. Das Krankenhaus wurde zwischen Juli 2011 und Dezember 2013 modernisiert und umgebaut.
Eine angeschlossene Krankenpflegeschule bildet Nachwuchskräfte für die Pflege aus.

## Qualitätsmanagement
Als Mitglied der Initiative Qualitätsmedizin (IQM) veröffentlicht das SRH Krankenhaus Oberndorf jährlich seine Qualitätsergebnisse.